# Rubén Galván
Américo Rubén Galván (Comandante Fontana, 1952. április 7. – 2018. március 14.) világbajnok argentin válogatott labdarúgó. 
Az argentin válogatott tagjaként részt vett az 1978-as világbajnokságon.

## Sikerei, díjai
Independiente
- Argentin bajnok (2): 1977 Nacional, 1978 Nacional
- Copa Libertadores (4): 1972, 1973, 1974, 1975
- Copa Interamericana (3): 1972, 1974, 1975
- Interkontinentális kupagyőztes (1): 1973

Argentína
- Világbajnok (1): 1978